# Dixa byersi
Dixa byersi är en tvåvingeart som beskrevs av Peters 1993. Dixa byersi ingår i släktet Dixa och familjen u-myggor.
Artens utbredningsområde är Sydkorea. Inga underarter finns listade i Catalogue of Life.